# Newtonmore
Newtonmore (Schots-Gaelisch:  Baile Ùr an t-Slèibh) is een dorp  in de Schotse lieutenancy Ross and Cromarty in het raadsgebied Highland en heeft ongeveer 1000 inwoners en ligt ongeveer 5 kilometer ten zuiden van Kingussie. 
Newtonmore ligt enkele kilometers van het geografische centrum van Schotland en heeft een station op de Highland Main Line.

## Bezienswaardigheden
Het Highland Folk Museum is een openluchtmuseum, 32 hectare groot, dat het wonen en leven in het verleden in de Schotse Hooglanden evoceert.

## Geboren
- Jimmy Bain (1947-2016), basgitarist